# Jens Weißflog
Jens Weißflog, (vzhodno)nemški smučarski skakalec, * 21. julij 1964, Erlabrunn, Nemčija.
Weißflog je najuspešnejši nemški smučarski skakalec vseh časov. Po številu zmag je na 5. mestu, pred njim so še Janne Ahonen (36), Adam Małysz (39), njegov večni tekmec, Finec Matti Nykänen (46) in Gregor Schlierenzauer (53).

## Uspehi
Že kot 19-leten je zmagal na  Novoletni turneji v sezoni 1983/84 kot član Vzhodne Nemčije. 
"Floh"(=bolha), kot so ga tudi klicali zaradi njegove velikosti in lahkega telesa, je isto sezono osvojil tudi svetovni pokal, na olimpijskih igrah v Sarajevu pa je osvojil zlato medaljo na mali in srebrno na veliki skakalnici. 
V tej zimi je Weissflog skupaj z Nykänenom dominiral na vseh možnih tekmovanjih.
Najbolj zanimiv in spoštovan podatek je ta, da se je kar 12 sezon kosal z najboljšimi. Njegovo formo ni zmotila ne združitev obeh Nemčij leta 1990, ne sprememba klasične v V-tehniko skakanja leta 1993. Na olimpijskih igrah v Lillehammerju je bil zlat na veliki napravi posamično in ekipno, s tem pa se je zapisal v zgodovino kot edini, ki je osvojil olimpijska naslova v paralelni in V-tehniki.
Na svetovnih prvenstvih je Weissflog osvojil 2 zlati medaji posamično na mali napravi (1985, 1989), tri srebrne na veliki skakalnici (posamično, velika naprava (1989) in ekipno, velika naprava (1984 in 1995)) ter štiri bronaste (posamično, velika naprava (1991 in (1993) ter ekipno, velika naprava (1985 in 1991).
Štirikrat je osvojil Novoletno turnejo. Prvi je bil že v sezoni 1983/84, 1984/85, 1990/91 in 1995/96, poleg tega poa je bil še petkrat drugi.
Celo kariero je nekako preživel v Nykänenovi senci, a vendar mu je uspelo nekaj, kar fincu ni nikoli. In namreč preskočil je 200 metersko znamko.

## Zaključek kariere
Kariero je zaključil po sezoni 1995/96. Sedaj je hotelir v domačem kraju in športni komentator na nemški televiziji ZDF.

## Dosežki

### Zmage
Jens Weissflog je osvojil 33 zmag svetovnega pokala:
| Sezona  | Država/Prizorišče        |
| ------- | ------------------------ |
| 1982/83 | Bischofshofen            |
| 1983/84 | Garmisch - Partenkirchen |
| 1983/84 | Innsbruck                |
| 1983/84 | Bischofshofen            |
| 1983/84 | Cortina d'Ampezzo        |
| 1983/84 | Liberec                  |
| 1983/84 | Sarajevo                 |
| 1983/84 | Planica (K-120)          |
| 1984/85 | Garmisch - Partenkirchen |
| 1984/85 | Engelberg                |
| 1986/87 | Thunder Bay              |
| 1987/88 | Engelberg                |
| 1988/89 | Oberhof                  |
| 1988/89 | Engelberg                |
| 1988/89 | Oslo                     |
| 1988/89 | Örnsköldsvik             |
| 1988/89 | Planica                  |
| 1988/89 | Planica                  |
| 1989/90 | Saporo                   |
| 1989/90 | Garmisch - Partenkirchen |
| 1989/90 | Zakopane                 |
| 1990/91 | Oberstdorf               |
| 1990/91 | Garmisch - Partenkirchen |
| 1993/94 | Planica                  |
| 1993/94 | Predazzo                 |
| 1993/94 | Oberstdorf               |
| 1993/94 | Saporo                   |
| 1993/94 | Saporo                   |
| 1993/94 | Lahti                    |
| 1993/94 | Thunder Bay              |
| 1994/95 | Lahti                    |
| 1995/96 | Bischofshofen            |
| 1995/96 | Saporo                   |
| 1995/96 | Iron Mountain            |